# Dicranomyia (Dicranomyia) brunneistigma
Dicranomyia (Dicranomyia) brunneistigma is een tweevleugelige uit de familie steltmuggen (Limoniidae). De soort komt voor in het Neotropisch gebied.